# Charles William Gwynn

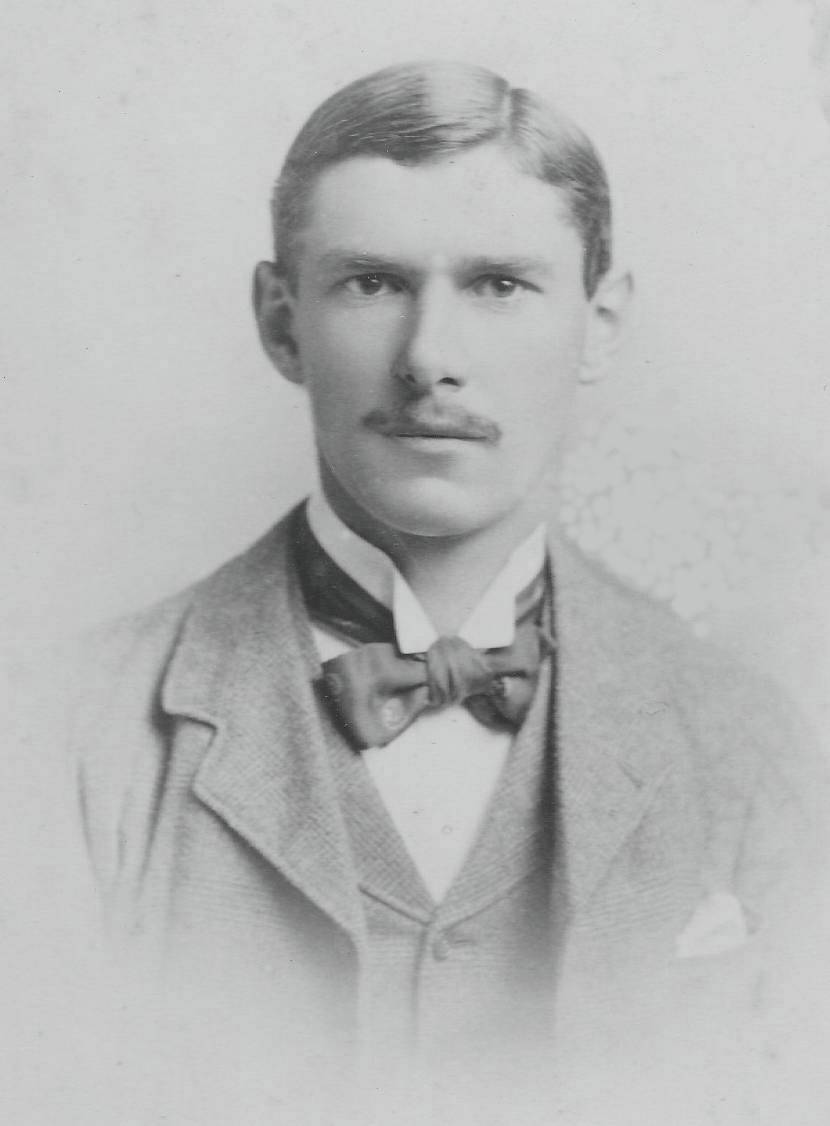
Charles William Gwynn, 1904

Sir Charles William Gwynn (* 4. November 1870 in County Down, Irland; † 12. November 1962 in Dublin) war ein britischer Berufsoffizier und Theoretiker der Aufstandsbekämpfung. Er entwickelte die Strategie des Imperial Policing, die vor allem den massiven Einsatz von Luftstreitkräften vorsah. Er stand als Theoretiker in Nachfolge von Sir Charles Edward Callwell. Seine Konzepte zum kleinen Krieg weisen Parallelen zu denen seines Zeitgenossen Giulio Douhet für den großen bzw. symmetrischen Krieg auf. 

## Militärische Laufbahn
Gwynn, Sohn eines Professors am Trinity College in Dublin, studierte am Sr. Columbia's College in Dublin und an der Royal Military Academy in Woolwich. Er diente ab 1889 bei den Royal Engineers und nahm 1893/94 an der Sofa-Expedition in Sierra Leone teil. Von 1911 bis 1914 war er am Royal Military College Duntroon in Australien. Während des Ersten Weltkrieges war er als Stabsoffizier der 2. Australischen Division (IInd ANZAC Korps) im Nahen Osten im Einsatz.
1925 wurde er zum Generalmajor befördert und war Kommandant des Staff College von 1926 bis 1930 und wurde 1931 beim Austritt aus der Armee als Knight Commander des Order of the Bath geadelt.

## Das Konzept desImperial Policing

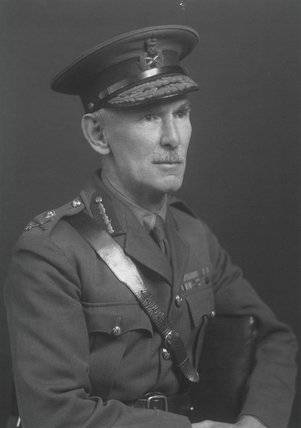
Charles William Gwynn, um 1925

Gwynn hatte diverse Aufstände gegen die britische Kolonialherrschaft ab 1919 untersucht, so den Aufstand in Amritsar, Indien, 1919, die Moplah-Rebellion 1921 und den Aufstand in Zypern 1931. Er entwickelte daraufhin vier Prinzipien der Aufstandsbekämpfung, die er 1934 in seinem Werk Imperial Policing veröffentlichte, das offiziellen Charakter besaß:
1. Der Vorrang von zivilen vor militärischen Maßnahmen.
2. Der Gebrauch minimaler Gewaltanwendung.
3. Die Notwendigkeit von entschlossenem und zeitlich koordiniertem Handeln, um nicht die Kontrolle über die politische Lage zu verlieren.
4. Die Notwendigkeit der Koordination von politischen und militärischen Maßnahmen.

Das Konzept, Personal sparend Luftstreitkräfte gegen primitiv bewaffnete Aufständische einzusetzen, war auch ein Ergebnis des Ersten Weltkriegs, in denen Großbritannien mit gut 870.000 Toten mehr Verluste erlitten hatte als in jedem Krieg zuvor oder danach. Aufstände in den Kolonien sollten möglichst schnell und effektiv niedergeschlagen werden, da Gwynn erkannte, dass die (Unabhängigkeits-)Propaganda von Aufständischen in der Regel wirksamer war als die eigene.